# Rybníky u Hluboké

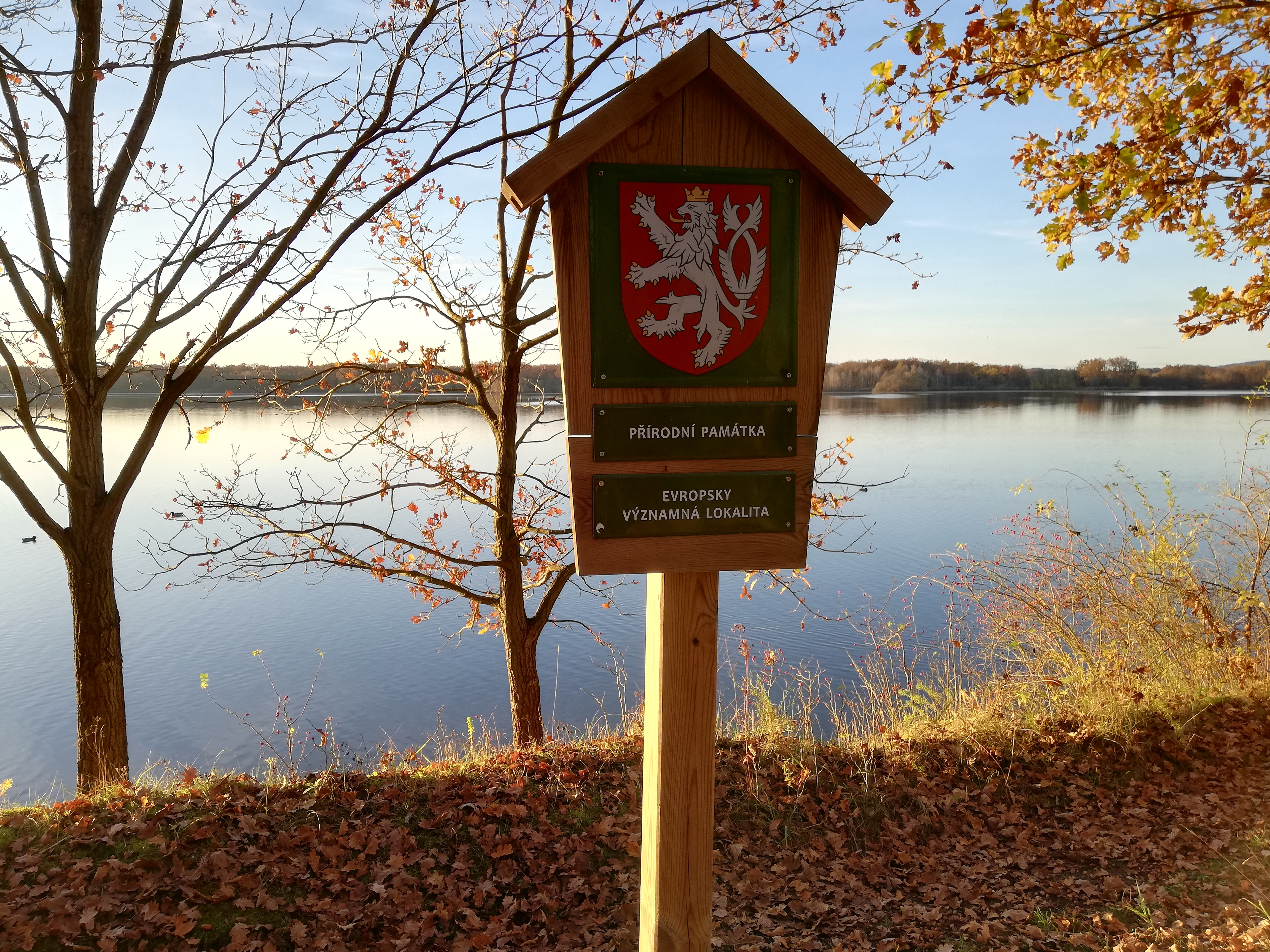
Munický rybník – označení evropsky významné lokality Hlubocké hráze

Jižně od města Hluboké nad Vltavou se nachází soustava několika rybníků. Na území spadající pod Hlubokou se nachází několik dalších méně významných rybníků.

## Rybníky jižně od Hluboké

### Charakteristika
Rybníky jsou vystaveny ve dvou pásech; hráze vytváří dvě komunikace vedoucí z Českých Budějovic na Hlubokou. Horní pás tvoří rybníky Munický rybník a Velký Zvolenov, dolní pak především Naděje, Poříčský rybník (dnes trvale vypuštěn a vysušen), Podskalský rybník (dnes trvale vypuštěn a vysušen), Podhradský rybník (též Židovský rybník). Význam komunikace vedoucí po hrázích Velkého Zvolenova a Munického rybníka převzala v sedmdesátých a osmdesátých letech dvacátého století nově zbudovaná silnice vedoucí v bažinaté oblasti těsně pod hrázemi těchto rybníků. Po hrázích Naděje, Poříčského a Podskalského rybníka dnes vede výhradně cyklostezka číslo 12 (součást Evropské páteřní sítě cyklostezek EuroVelo). Na západním konci zátopové oblasti Podskalského rybníka jsou dnes vybudovány sádky.
Rybníky jsou napájeny Munickým potokem a soustavou stok vedoucích z rybníka Bezdrev. Důmyslný návrh stok umožňuje libovolně regulovat přítok a odtok z rybníků (kromě Munického, do kterého vtéká Munický potok).

### Ochrana
Ve starých dubech na hrázích byla objevena entomologicky zajímavá společenstva (například páchník hnědý), jejichž zákonná ochrana pomáhá zachování porostu. V Munickém rybníce rostla chráněná kotvice plovoucí. Zamokřené území v oblasti Poříčského a Podskalského rybníka podle některých ekologických organizací není lokalita vhodná k dnešnímu způsobu využití, ale je hodná ochrany.

### Sportovní využití
Po hrázích Poříčského a Podskalského rybníka vede cyklostezka a ve vysušeném prostoru je umístěno velké golfové hřiště a bylo zde umístěno již neexistující dostihové závodiště. V okolí rybníků se rovněž nachází několik bažantnic (možnosti lovu a honů).
Po narovnání toku Vltavy vznikl mezi hrází Podskalského rybníka a Vltavou využitelný prostor. S výstavbou sportovišť v této oblasti začala Hluboká za působení starosty Tomáše Jirsy; dnes je zde vybudováno například koupaliště s tobogánem, tenisové kurty, nafukovací tenisová hala, hokejový stadion, dvě fotbalová hřiště, dvě baseballová hřiště (viz Hluboká baseball & softball club) nebo rozsáhlé dětské hřiště.

## Popis jednotlivých rybníků jižně od Hluboké

### Munický rybník
Je největším z místních rybníků (plocha přibližně 117 hektarů). Na jižní straně rybníka se nachází Zoo Hluboká, která využívá tento rybník v rámci některých výběhů. Po Munickém rybníce je provozována turistická lodní doprava (přívoz) mezi městem Hluboká a zámkem Ohrada a přilehlou ZOO Hluboká. Pod hrází směrem k Podhradskému rybníku leží malý židovský hřbitov.

### Podhradský rybník
U východního konce hráze malého a mělkého Podhradského (též Židovského) rybníka ležela malá židovská osada.

### Poříčský a Podskalský rybník
V místě dnešní poříčské louky nechal roku 1516 Vojtěch z Pernštejna vybudovat Poříčský rybník, který byl v roce 1849 vypuštěn a vysušen. Hráz rybníka zůstala dodnes zachována v původním stavu. Podobným vývojem prošel severněji umístěný Podskalský rybník v Hluboké.

## Ostatní rybníky
Na Munickém potoce nad Municemi leží několik menších rybníků; z nichž rybník Křivonoska je známý v souvislosti s pořádáním závodů historických vozidel (Křivonoska: Veteran rallye).
Zlatěšovický rybník ve Staré oboře a Spálený rybník v Poněšické oboře se nacházejí v bezprostřední blízkosti přírodních památek.